# Timothy Dowling
Timothy Dowling (* 26. Oktober 1973 in Boston, Massachusetts) ist ein US-amerikanischer Drehbuchautor und Schauspieler.

## Wirken
Timothy Dowling ist er vor allem für seine Drehbücher zu den Filmen Vorbilder?! (2008), Das gibt Ärger (2012) und Meine erfundene Frau (2011) bekannt. Darüber hinaus war er ungenannt an den Drehbüchern zu Love Vegas (2008, Überarbeitung) sowie Zu scharf um wahr zu sein (2010) und Knight and Day (2010, beide Endschliff) beteiligt. Als Inspiration nennt Dowling Tootsie und Es geschah in einer Nacht.
Als Schauspieler ist Dowling immer wieder in kleineren Rollen zu sehen, erstmals in Mein Liebling, der Tyrann als Alek. Nach Auftritten in den Fernsehserien Eine starke Familie und Ein Trio zum Anbeißen sowie einigen Kurzfilmen erhielt er Nebenrollen in den Filmen Terminator 3 – Rebellion der Maschinen (2003), Plötzlich verliebt (2004) und Thank You for Smoking (2005).

## Filmografie (Auswahl)

### Autor
- 1999: George Lucas in Love (Kurzfilm)
- 1999: Evil Hill (Kurzfilm)
- 2002: ZeD (Fernsehserie, Segment „George Lucas in Love“)
- 2008: Vorbilder?! (Role Models)
- 2011: Meine erfundene Frau (Just Go with It)
- 2012: Das gibt Ärger (This Means War)
- 2015: Pixels
- 2016: Office Christmas Party

### Schauspieler
- 1997: Mein Liebling, der Tyrann (The Beautician and the Beast)
- 1997: Eine starke Familie (Step by Step, Fernsehserie, Folge „Talking Trash“)
- 1997: George Wallace (Fernsehfilm)
- 1998: Ein Trio zum Anbeißen (Two Guys, a Girl and a Pizza Place, Fernsehserie, Folge „Two Guys, a Girl and a Party“)
- 1998: The Paperboy (Kurzfilm)
- 1999: George Lucas in Love (Kurzfilm)
- 1999: Evil Hill (Kurzfilm)
- 2001: The Seventh Sense (Kurzfilm)
- 2003: Dr. Benny
- 2003: Terminator 3 – Rebellion der Maschinen (Terminator 3: Rise of the Machines)
- 2004: Plötzlich verliebt (Sleepover)
- 2005: Thank You for Smoking
- 2005: The Life Coach
- 2008: Lower Learning
- 2015: Pixels